# 保罗-亨利·桑达奥戈·达米巴
保罗-亨利·桑达奥戈·达米巴（法語：Paul-Henri Sandaogo Damiba，發音：[pɔl ɑ̃ʁi sɑ̃daɔɡɔ damiba]；1981年1月—）陆军中校，布基纳法索军政府“保卫与复原爱国运动”领导人、曾任布基纳法索总统。
达米巴依次毕业于巴黎军事学校、法国国立工艺学院，获犯罪学硕士。著有《西非军队与恐怖主义：不确定的反应？》（Armées Ouest-Africaines et Terrorisme Réponses Incertaines？） ，此书分析了萨赫勒地区的反恐战略及其局限性。
2011年之前，他是前总统布莱斯·孔波雷总统卫队的一员。
2019年，达米巴在对2015年布基纳法索政变幕后阴谋家的审判中作证。
2021年12月， 总统羅克·馬克·克里斯蒂安·卡波雷任命达米巴中校为布基纳法索第三军区指挥官，负责保护首都瓦加杜古免受恐怖分子袭击。
2022年1月24日，出于对总统未能充分支持军方打击激进伊斯兰主义组织的不满，达米巴发动政变罢黜总统卡博雷。27日，达米巴首次发表电视讲话，承诺将在“条件合适时恢复宪法秩序”。31日，出任临时总统。2月16日，正式就任总统。9月30日，出于对打击激进伊斯兰主义组织和圣战者不力的不满，以易卜拉欣·特拉奥雷为首的军方势力发动政变，罢免了达米巴（特拉奧雷宣佈自己為復原與愛國運動的新領導人），达米巴被拉下台，上任总统前後僅8個月。
10月2日，據報導，達米巴同意了政變分子的辭職要求，離開了布吉納法索，前往多哥。